# Atheneum
Het atheneum (vernoemd naar het door keizer Hadrianus in Rome gestichte Athenaeum) is in Nederland een vorm van voortgezet onderwijs (voor 12- tot 18-jarigen). De zesjarige opleiding is een vorm van voorbereidend wetenschappelijk onderwijs (vwo) zonder de klassieke talen Grieks en Latijn.
In Vlaanderen is het Koninklijk Atheneum (KA) een openbare school van het Gemeenschapsonderwijs (onderwijs van de Vlaamse Gemeenschap) met algemeen secundair onderwijs (ASO), het Koninklijk Technisch Atheneum (KTA) met technisch secundair onderwijs (TSO) en Beroepssecundair onderwijs (BSO). Naast het Gemeenschapsonderwijs bestaat ook het vrij onderwijs (niet-overheidsgerelateerd) en het officieel onderwijs, dat georganiseerd wordt door de lokale besturen, dat wil zeggen steden en gemeenten of provincies.

## Het atheneum in Nederland
Met de invoering van de Mammoetwet in 1968 werd het atheneum met het gymnasium samengevoegd in het vwo. Het atheneum is hiermee de opvolger van de vroegere Hogere Burgerschool (HBS). De exameneisen zijn gelijk voor alle vwo-leerlingen, maar gymnasiasten doen ook eindexamen in ten minste een van de klassieke talen.
Tot 2000 (veel scholen 2001) deden atheneumleerlingen eindexamen in de A (alfa)- of de B (bèta)-richting. A legde de nadruk op talen, B op de exacte vakken. Op de meeste scholen was de leerling echter redelijk vrij om een eigen pakket samen te stellen. De enige beperking was vaak wanneer vakken elkaar roostertechnisch overlapten. Hierdoor kwam het nogal eens voor dat leerlingen zogenaamde pretpakketten samenstelden.
Sinds de nieuwe inrichting van de tweede fase (de laatste drie leerjaren) doet iedere leerling eindexamen in een of twee van de vier profielen: Cultuur & Maatschappij, Economie & Maatschappij, Natuur & Gezondheid en Natuur & Techniek. In 2007 werd de 2e fase herzien. De profielen blijven behouden, maar vakken die in meerdere vormen beschikbaar waren worden 1 vak, (bijvoorbeeld Frans-1 en Frans-1,2 of scheikunde-1 en scheikunde-1,2). Wiskunde blijft wel in verschillende vormen beschikbaar. De indeling voor de profielen veranderde ook, zo is bij Natuur en Gezondheid geen natuurkunde meer verplicht en mag er wiskunde A worden gekozen.
Veel athenea zijn met andere schooltypen verenigd in een scholengemeenschap of lyceum. Van de vwo-leerlingen volgde in het schooljaar 2015-2016 ongeveer 73% het atheneum en 27% het gymnasium.

## Het Atheneum in Vlaanderen
In Vlaanderen hebben scholieren de keuze tussen
1. openbare scholen, georganiseerd door de Vlaamse Gemeenschap, het Gemeenschapsonderwijs,
2. openbare scholen, ingericht door steden en gemeenten
3. openbare scholen, ingericht door de provincies of de Vlaamse Gemeenschapscommissie
4. vrij onderwijs (grotendeels van katholieke signatuur, maar ook Joods en in een aantal gevallen niet geloofsgebonden)

Openbare scholen bieden vrije keuze van lessen niet-confessionele zedenleer of godsdienst (katholiek, protestants, joods, islam, ...).

Een Atheneum is een school van het GO! - Onderwijs van de Vlaamse Gemeenschap voor algemeen secundair onderwijs (ASO, voorheen ook humaniora genoemd). Een Technisch Atheneum (TA) is een school voor technisch secundair onderwijs (TSO) en/of beroepssecundair onderwijs (BSO). 
Sinds enkele jaren zijn Athenea, net als andere scholen, opgenomen in scholengemeenschappen.
Vele (Technische) Athenea dragen nog de titel "Koninklijk" voor "Atheneum", dit stamt nog van in de tijd dat het onderwijs door het koninkrijk, en dus nog niet door de gemeenschappen, werd aangeboden. Sommigen stappen hiervan af, zoals het Atheneum van Diksmuide.
Met het woord Atheneum duidt men overigens ook het gebouw van zo'n school aan, sommige met architecturale waarde. Bekende athenea zijn: het Koninklijk Atheneum van Antwerpen, het Koninklijk Atheneum 1 Centrum Oostende, het Koninklijk Atheneum van Veurne, het Koninklijk Atheneum van Gent, het Koninklijk Atheneum van Denderleeuw, het Koninklijk Atheneum van Dendermonde e.a.

## Het atheneum in Suriname
In Suriname zijn er twee athenea: het Vrije Atheneum dat het best vergelijkbaar is met het Nederlandse atheneum, en het Openbaar Atheneum dat een havo-top is (klas 4 en 5).